# Villimpenta
Villimpenta (lombardul: Vilipénta) település Olaszországban, Lombardia régióban, Mantova megyében. Lakosainak száma 2108 fő (2023. január 1.). Villimpenta Castel d’Ario, Gazzo Veronese, Roncoferraro, Sorga és Sustinente községekkel határos.

## Népesség
A település lakossága az elmúlt években az alábbi módon változott:
| Lakosok száma | 2190 | 2167 | 2108 |
|               | 2017 | 2018 | 2023 |